# Tecocomulco de Juárez
Tecocomulco de Juárez es una localidad de México perteneciente al municipio de Cuautepec de Hinojosa en el estado de Hidalgo.

## Toponimia
Tecoco-mulco, tecocon, rata doméstica, mulco o comulco, equivalente á xomulco, en el rincón. Rinconada de ratones.

## Geografía
Se encuentra en la región del Valle de Apan, a la localidad le corresponden las coordenadas geográficas 19° 54’ 18.784” de latitud norte y 98° 21’ 08.089” de longitud oeste, con una altitud de 2536 m s. n. m. Cuenta con un clima templado subhúmedo con lluvias en verano, de humedad media.
En cuanto a fisiografía se encuentra dentro de las provincia del Eje Neovolcánico, dentro de la subprovincia de Lagos y Volcanes de Anáhuac; su terreno es de llanura. En lo que respecta a la hidrografía se encuentra posicionado en la región del río Panuco, dentro de la cuenca del río Moctezuma, en la subcuenca de las lagunas de Tochac y Tecocomulco.

## Demografía
En 2020 registró una población de 522 personas, lo que corresponde al 0.86 % de la población municipal. De los cuales 260 son hombres y 262 son mujeres. Tiene 150 viviendas particulares habitadas.
| Gráfica de evolución demográfica de Tecocomulco de Juárez entre 1900 y 2020                  |
|                                                                                              |
| Población de los censos y conteos del Instituto Nacional de Estadística y Geografía (INEGI). |

## Economía
La localidad tiene un grado de marginación alto y un grado de rezago bajo.